# Karl Friedrich Pauli
Pour les articles homonymes, voir Pauli (homonymie).
Karl Friedrich Pauli (né le 4 septembre 1723 à Saalfeld-en-Prusse et mort le 9 février 1778 à Halle-sur-Saale) est un juriste et historien prussien.

## Biographie
Fils du pasteur protestant et conseiller consistorial Gottfried Albrecht Pauli, il étudie le droit et la philosophie à l'université de Königsberg à partir de 1740 et à l'université de Halle à partir de 1742. À Halle, il obtient son doctorat en droit en 1747 avec la thèse de Jure Principis circa res nullius in genre, et in specie Regis Borussorum circa res nullius in Borussia. La même année, il obtient également le diplôme universitaire de maîtrise en philosophie.
Après avoir refusé une chaire extraordinaire de droit à l'université de Königsberg en 1748, Pauli devient professeur extraordinaire de droit public et d'histoire à Halle en 1751 et professeur ordinaire de philosophie et d'histoire en 1765. Pauli a également participé aux tâches organisationnelles de l'université et a été vice-recteur de l'alma mater de Halle (de) pendant deux mandats, de 1775 à 1777.

## Travaux
En plus d'un certain nombre de dissertations et de petits ouvrages sur l'histoire journalistique, historique, militaire et le contenu biographique, il écrit: „Leben großer Helden des gegenwärtigen Krieges“ et surtout son „Allgemeine Preußische Staatsgeschichte, sammt aller dazu gehörigen Königreichs, Churfürstenthums, Herzogthümer, Fürstenthümer, Graf- und Herrschaften., aus bewährten Schriftstellern und Urkunden bis auf gegenwärtige Regierung.“.

## Publications
- Diss.de iure principis circa res nullius in genere et in specie legis Borussorum circa res nullius in Borussia. Halle 1747
- Von Verschiedenheit des Begriffs des Worts Territorium in dem Brocardico: Quicquid in territorio, praesumitur de territorio. Halle 1748
- Erweis, dass Albrecht der Bär an Brandenburg ein wirkliches Herzogthum ererbet. Halle 1749
- Progr. von dem Begriffe und den Gränzen der Staatskenntniss. Halle 1749
- Einleitung zu einer erwiesenen Staatsgeschichte derer dem königl. Preussischen Scepter unterworfenen Staaten, aus Urkunden und bewährten Schriftstellern entworffen. Halle 1751
- Diss. de iure belli societatis mercatoriae maioris privilegiatae, vulgo einer octroyirten Handels-Compagnie. Halle 1751
- Diss. de obsignatione rerum legati eiusque comitatus, von Versiegelung der gesandtschaftlichen Sachen. Halle 1751
- Von den Ursachen der von der Teutschen verdrängten Altpreussischen Sprache. Königsb. 1751
- Einleitung in die Kenntniss des Teutschen hohen und niedern Adels, entworffen u. s. w. Halle 1753 (mit 20 Kupferstichen)
- Erweis und Rechtfertigung einiger Sätze seiner Einleitung in die Kenntniss des Adels. Halle 1753
- Abgenöthigte Beantwortung des 151sten Stücks der Göttingischen Anzeigen von gelehrten Sachen 1753 und des 94sten und 95sten Stücks der Hannöverischen gelehrten Anzeigen vom Jahr 1753. Halle 1754
- Einleitung in die Geschichte des gesammten Ober- und Niederschlesiens; zum Behuf akademischer Vorlesungen. Leipzig 1755
- Leben grosser Helden des gegenwärtigen Krieges. 9 Teile. Halle 1758–1764
- Allgemeine Preussische Staats-Geschichte, samt aller dazu gehörigen Königreichs, Churfürstenthums, Herzogthümer, Fürstenthümer, Graf- und Herrschaften, aus bewährten Schriftstellern und Urkunden bis auf gegenwärtige Regierung. 1. Vol. Halle 1760, 2. Vol. Halle 1761; 3. Vol. Halle 1762, 4. Vol. Halle 1763, 5. Vol. Halle 1764, 6. Vol. Halle 1765, 7. Vol. Halle 1767, 8. Vol. Halle 1769
- Des Ritters von Solignac, Staatssecretairs Stanislai, Königs von Pohlen, Herzogs von Lothringen und Bar, Allgemeine Geschichte von Pohlen. 1. Vol. Halle 1764, 2. Vol. Halle 1765
- Geschichte  des K. Preussischen Füselierregiments von Lossow. Halle 1767
- Geschichte des Infanterieregiments von Anhalt-Bernburg. Halle 1767
- Geschichte des Füselierregiments von Britzke. Halle 1767
- Denkmahle berühmter Feldherren und anderer verdienstvoller Männer neuerer Zeiten, aufgerichtet u. s. w. 1. Teil Halle 1768
- Polnische Conföderation überhaupt, nach ihrer Rechtmässigkeit, ihrem Nutzen und Schaden. Halle 1768
- Einleitung zur Preussischen Staatsgeschichte, im Auszug. Berlin 1779
- Von den Vortheilen der Preussischen Staaten zum Handel, sonderlich zur See.....
- Leben des Hochmeisters Luther's, Herz. von Braunschweig. In: den Hannöv. gel. Anz. 1751. Nr. 4 u. 5.
- Leben der Hochmeister, Heinrich von Plauen – Dieterich von Altenburg — Hartmann's von Heldrungen. In den historischen Sammlungen (Halle 1751).
- Von dem Betragen des Brandenburgischen Churfürsten Woldemar's, bey der Wahl des Kaisers Ludwig von Bayern, und gegen seinen Truchsess, Nicolaum von Brich. In: den Hallischen wöchentl. Anzeigen 1755 Nr. 42 u. 43
- Leben des Hochmeisters Conrad's, Landgrafen von Thüringen. In: den Hallischen wöchentl. Anzeigen 1773 Nr. 39–47